# Wegekreuz Hardt

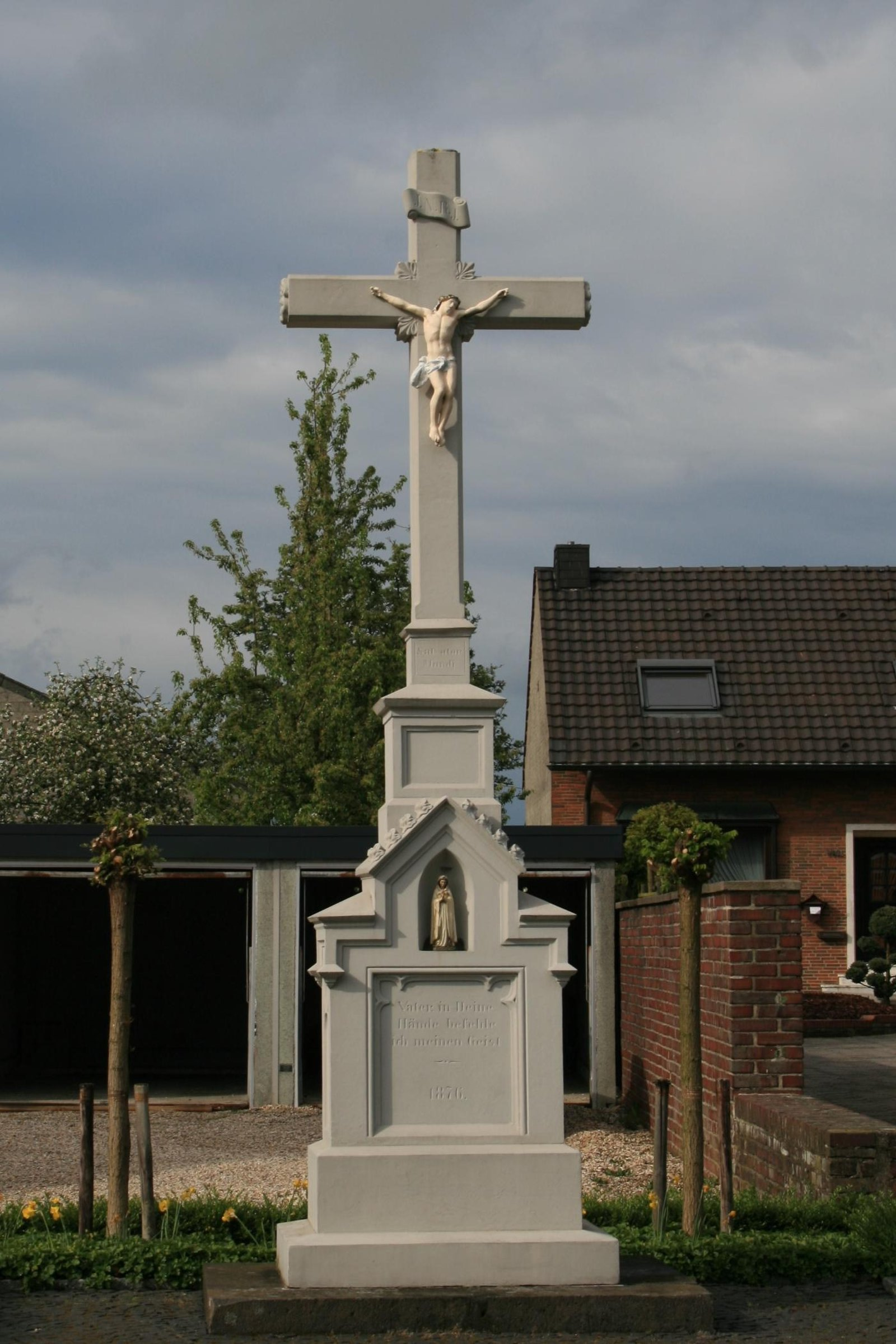
Wegekreuz (2010)

Das Wegekreuz Hardt steht im Stadtteil Hardt in Mönchengladbach (Nordrhein-Westfalen), Tomper Straße.
Das Kreuz wurde 1876 erbaut. Es ist unter Nr. T 017 am 28. Juli 2009 in die Denkmalliste der Stadt Mönchengladbach eingetragen worden.

## Lage
Das Kreuz befindet sich an der Hauptverkehrsstraße durch Hardt, im Nordwesten von Mönchengladbach, rund 150 Meter vor dem Ortsausgang nach Hehler auf der rechten Seite.

## Architektur
Es handelt sich um ein hohes, weiß gefasstes, neogotisches Wegekreuz aus Sandstein mit einer Figur des gekreuzigten Christus. Über einem rechteckigen Fundament aus Basalt erhebt sich ein mehrfach gestufter Unterbau mit vertieft liegender Inschriftplatte:

„Vater, in deine Hände befehle ich meinen Geist – 1876“

Der Unterbau schließt durch eine gestufte Bedachung ab, die eine kleine spitzbogige Nische mit einer Marienstatue aufnimmt. Darüber entwickelt sich die Basis des hohen, schlanken Kreuzes mit der Inschrift: „Salvator mundi“. Die gefasten Kanten der Kreuzbalken sind in den Winkeln durch florale Elemente betont, die sich ähnlich auch an den Endflächen der Kreuzarme finden. Die Seitenflächen des Unterbaus zeigen je ein Spitzbogenelement.
Das Kreuz ist ein Zeugnis für die Geschichte des Ortes und als Baudenkmal geschützt.